# کایارلیک
کایارلیک (به لاتین: Kayarlyk) یک منطقهٔ مسکونی در روسیه است که در جمهوری آلتای واقع شده‌است.